# Pietro Ratto
Pietro Ratto (geboren 11. April 1965 in Genua) ist ein italienischer Schriftsteller und Rockmusiker.

## Leben
Pietro Ratto musizierte zwischen 1977 und  1999 in der Progressive-Rock-Gruppe Aton’s und nahm mehrere Soloalben auf. Er studierte Philosophie und Informatik und erhielt 1990 die Laurea mit einer Arbeit über künstliche Intelligenz. 1995 machte er eine Fortbildung in Journalismus beim Albo dei Giornalisti.
Ratto arbeitet als Lehrer für Philosophie, Psychologie und Geschichte. Ratto schreibt Zeitschriftenartikel und Artikel in der Tageszeitung La Stampa. 2010 schuf er die Website In-Contro/Storia. Ratto veröffentlicht Bücher zu historischen Themen.
Im Jahr 2014 stand sein Buch Le pagine strappate auf der Shortlist des Contropremio Carver. Für dieses Buch untersuchte er Archivalien des Tridentiner Konzils aus dem 15. Jahrhundert, um den Wahrheitsgehalt der Geschichten über die angebliche Päpstin Johanna zu prüfen. 2014 veröffentlichte er auch ein Buch zu Leben und Werk von Immanuel Kant.

## Werke
Schriften
Philosophische Sachbücher
- La passeggiata al tramonto : vita e scritti di Immanuel Kant. Rom : Bibliotheka edizioni, 2019 ISBN 9788869344671
- Come mi cambiano la vita... Socrate, Platone e Aristotele. Rom : Bibliotheka edizioni, 2020 ISBN 9788869346712
- Programma dIstruzione. Scritti sulla Scuola e sull'educazione. Rom : Bibliotheka edizioni, 2020 ISBN 978886934666-8
- Boscoceduo. La rivoluzione comincia dal principio. Rom : Bibliotheka edizioni, 2022 ISBN 9788869347498

Historische Aufsätze
- L'Honda anomala : il rapimento Moro, una lettera anonima e un ispettore con le mani legate. Rom : Bibliotheka, 2017 ISBN 9788869342349
- Il gioco dell'Oca : i retroscena segreti del processo al riformatore Jan Hus. Rom : Bibliotheka, 2020 ISBN 9788869346446
- Le pagine strappate. I trucchi della Chiesa rinascimentale per rimuovere la vicenda storica della papessa Giovanna. Rom : Bibliotheka, 2020 ISBN 9788869346545
- L'Industria della Vaccinazione. Rom : Bibliotheka edizioni, 2020 ISBN 9788869346804
- I Rothschild e gli Altri. Dal Governo del Mondo all'Indebitamento delle Nazioni - i segreti delle famiglie più potenti. Bologna : Arianna, 2020 ISBN 9788865882160
- Cronache di una pandemia. I primi nove mesi di un incubo. Rom : Bibliotheka edizioni, 2020 ISBN 9788869347122
- Lobbying. Rom : Bibliotheka edizioni, 2021 ISBN 9788869347337
- Rockefeller e Warburg. I grandi alleati dei Rothschild - Le famiglie più potenti della terra. Bologna : Arianna Editrice, 2021 ISBN 9788865882269
- Da Berlino a Kabul. La lunga scia di sangue dell'11 settembre. Rom : Bibliotheka edizioni, 2021 ISBN 9788869347627
- La storia dei vincitori e i suoi miti. Da Giovanna d'Arco al delitto Moro, da Cristoforo Colombo ai Rothschild, mille anni tutti da riscrivere. Rom : Bibliotheka, 2022 ISBN 9788869348273
- I Rothschild in Italia. Un paese non ancora nato e già nella morsa delle speculazioni dei banchieri più potenti. Bologna : Arianna Editrice, 2022 ISBN 9788865882498
- Il milite ignaro. Il calvario di Francesco (e di altre centinaia di migliaia di soldati come lui), di cui bisogna tacere, Mailand : Byoblu Edizioni, 2023 ISBN 9791280657367
- Wikipedia. Quando Internet è questione di vita o di morte: Il Potere della Conoscenza uccide la Conoscenza del Potere, Bologna : Arianna Editrice, 2024 ISBN 9788865882764
- I Frescobaldi e gli altri. Dalle Crociate alla Congiura dei Pazzi, dalla Guerra dei Cent'anni all'ascesa di Matteo Renzi, banchieri ai vertici del potere, ieri come oggi. Rom : Bibliotheka edizioni, 2024 ISBN 9788869348976

Romane
- La Scuola nel Bosco di Gelsi. Rom : Bibliotheka edizioni, 2017 ISBN 9788869342882
- Senet. Rom : Bibliotheka edizioni, 2018 ISBN 9788869344770
- Il Treno. Lecce, Youcanprint, 2019 ISBN 9788831617055
- Il Testimone. Rom : Bibliotheka edizioni, 2020 ISBN 9788869346682
- Il Giudice. Rom : Bibliotheka edizioni, 2022, ISBN 9788869348051

Tagebuch
- Moti ondosi, Turin : Amazon Italia, 2023 ISBN 9798866153497

Musikaufnahmen
- Xenia. 1997
- Metafisica. 2008
- Il Folle. 2008
- Parole e Musica, 2020 - Hörbuch